# Twardogóra (gmina)
Twardogóra est une gmina mixte du powiat de Oleśnica, Basse-Silésie, dans le sud-ouest de la Pologne. Son siège est la ville de Twardogóra, qui se situe environ 20 km au nord d'Oleśnica, et 40 km au nord-est de la capitale régionale Wrocław.
La gmina couvre une superficie de 167,99 km2 pour une population de 12 879 habitants.

## Géographie
La gmina est bordée par les gminy de Dobroszyce, Milicz, Sośnie, Twardogóra et Zawonia.